# سباق الطريق لنخبة الرجال في بطولة أوروبا للدراجات 2022
سباق الطريق لنخبة الرجال في بطولة أوروبا للدراجات 2022 هو سباق دراجات هوائية، وهو الموسم السابع من سباق الطريق لنخبة الرجال - بطولة أوروبا للدراجات ‏، وأقيم في 14 أغسطس 2022 ضمن سباقات بطولة أوروبا للدراجات 2022.
فاز بالمركز الأول فابيو جاكوبسن، وفاز بالمركز الثاني ارنو ديمار، وفاز بالمركز الثالث تيم ميرلير.

## الفرق
| فرق وطنية (33)- فريق بلجيكا لركوب الدراجات للرجال ‏ - فريق سلوفينيا لركوب الدراجات للرجال‏ - فريق فرنسا لركوب الدراجات للرجال ‏ - فريق هولندا لركوب الدراجات للرجال ‏ - فريق إسبانيا لركوب الدراجات للرجال ‏ - فريق إيطاليا لركوب الدراجات للرجال‏ - فريق الدنمارك لركوب الدراجات للرجال ‏ - فريق سويسرا لركوب الدراجات ‏ - فريق النرويج لركوب الدراجات للرجال ‏ - فريق ألمانيا لركوب الدراجات للرجال‏ - فريق بولندا لركوب الدراجات ‏ - فريق البرتغال لركوب الدراجات للرجال ‏ - فريق النمسا لركوب الدراجات للرجال‏ - فريق التشيك لركوب الدراجات للرجال‏ - فريق جمهورية أيرلندا لركوب الدراجات للرجال‏ - فريق إستونيا لركوب الدراجات للرجال‏ - فريق المجر لركوب الدراجات للرجال‏ - فريق لوكسمبورغ لركوب الدراجات‏ - فريق سلوفاكيا لركوب الدراجات‏ - منتخب لاتفيا لركوب الدراجات للرجال‏ - فريق السويد لركوب الدراجات للرجال‏ - فريق رومانيا لركوب الدراجات للرجال‏ - فريق ليتوانيا لركوب الدراجات للرجال‏ - فريق اليونان لركوب الدراجات للرجال‏ - فريق إسرائيل لسباق الدراجات على الطريق للرجال‏ - منتخب كرواتيا الوطني لسباق الدراجات على الطريق للرجال‏ - منتخب ألبانيا لركوب الدراجات للرجال‏ - فريق مقدونيا الشمالية لسباق الدراجات للرجال‏ - فريق كوسوفو لسباق الدراجات للرجال‏ - فريق آيسلندا لسباق الدراجات للرجال‏ - فريق الجبل الأسود لسباق الدراجات للرجال‏ - فريق البوسنة والهرسك لسباق الدراجات للرجال‏ - فريق أرمينيا لسباق الدراجات للرجال‏ |  |
| |  |

## المشاركون
| فريق بلجيكا لركوب الدراجات للرجال ‏ BEL | فريق بلجيكا لركوب الدراجات للرجال ‏ BEL | فريق بلجيكا لركوب الدراجات للرجال ‏ BEL |
| -------------------------------------- | -------------------------------------- | -------------------------------------- |
| م                                      | عداء                                   | مرتبة                                  |
| 1                                      | يجف دي بوندت                           | 115                                    |
| 2                                      | ايمي دي جندت                           | 79                                     |
| 3                                      | Rune Herregodts ‏                       | 116                                    |
| 4                                      | تيم ميرلير                             | 3                                      |
| 5                                      | إدوارد ثيونس                           | 29                                     |
| 6                                      | دريس فان جيستل                         | 80                                     |
| 7                                      | Bert Van Lerberghe ‏                    | 24                                     |

| فريق سلوفينيا لركوب الدراجات للرجال‏ SLO | فريق سلوفينيا لركوب الدراجات للرجال‏ SLO | فريق سلوفينيا لركوب الدراجات للرجال‏ SLO |
| --------------------------------------- | --------------------------------------- | --------------------------------------- |
| م                                       | عداء                                    | مرتبة                                   |
| 8                                       | Tilen Finkšt ‏                           | 60                                      |
| 9                                       | Aljaž Jarc ‏                             | 107                                     |
| 10                                      | لوكا ميزجيك                             | 6                                       |
| 11                                      | دومين نوفاك                             | لم يكمل السباق                          |
| 12                                      | ديفيد بير                               | 59                                      |
| 13                                      | Jaka Primožič ‏                          | 55                                      |
| 14                                      | جان تراتنيك                             | 88                                      |
| 15                                      | Matic Žumer ‏                            | 110                                     |

| فريق فرنسا لركوب الدراجات للرجال ‏ FRA | فريق فرنسا لركوب الدراجات للرجال ‏ FRA | فريق فرنسا لركوب الدراجات للرجال ‏ FRA |
| ------------------------------------- | ------------------------------------- | ------------------------------------- |
| م                                     | عداء                                  | مرتبة                                 |
| 16                                    | رودي باربير                           | 100                                   |
| 17                                    | توماس بودات                           | 82                                    |
| 18                                    | بريان كوكار                           | 97                                    |
| 19                                    | ارنو ديمار                            | 2                                     |
| 20                                    | Dorian Godon ‏                         | 101                                   |
| 21                                    | هوغو هوفستيتر                         | 30                                    |
| 22                                    | Jérémy Lecroq ‏                        | 98                                    |
| 23                                    | كليمنت روسو                           | 69                                    |

| فريق هولندا لركوب الدراجات للرجال ‏ NED | فريق هولندا لركوب الدراجات للرجال ‏ NED | فريق هولندا لركوب الدراجات للرجال ‏ NED |
| -------------------------------------- | -------------------------------------- | -------------------------------------- |
| م                                      | عداء                                   | مرتبة                                  |
| 24                                     | Nils Eekhoff ‏                          | 81                                     |
| 25                                     | Daan Hoole ‏                            | 91                                     |
| 26                                     | فابيو جاكوبسن (طريق)                   | 1                                      |
| 27                                     | Jan Maas (cyclist, born 1996) ‏         | 105                                    |
| 28                                     | Elmar Reinders ‏                        | 118                                    |
| 29                                     | جوس فان امدن                           | 92                                     |
| 30                                     | Boy van Poppel ‏                        | 65                                     |
| 31                                     | داني فان بوبيل                         | 4                                      |

| فريق إسبانيا لركوب الدراجات للرجال ‏ ESP | فريق إسبانيا لركوب الدراجات للرجال ‏ ESP | فريق إسبانيا لركوب الدراجات للرجال ‏ ESP |
| --------------------------------------- | --------------------------------------- | --------------------------------------- |
| م                                       | عداء                                    | مرتبة                                   |
| 32                                      | Jorge Arcas ‏                            | 93                                      |
| 33                                      | إيفان غارسيا                            | 114                                     |
| 34                                      | ديفيد غونزاليس                          | 89                                      |
| 35                                      | Oier Lazkano ‏                           | 44                                      |
| 36                                      | Manuel Peñalver ‏                        | 70                                      |
| 37                                      | جون ابرستوري                            | 9                                       |
| 38                                      | Jonathan Lastra ‏                        | 36                                      |
| 39                                      | Xabier Azparren ‏                        | 119                                     |

| فريق إيطاليا لركوب الدراجات للرجال‏ ITA | فريق إيطاليا لركوب الدراجات للرجال‏ ITA | فريق إيطاليا لركوب الدراجات للرجال‏ ITA |
| -------------------------------------- | -------------------------------------- | -------------------------------------- |
| م                                      | عداء                                   | مرتبة                                  |
| 40                                     | فيليبو بارونسيني                       | 57                                     |
| 41                                     | Alberto Dainese ‏                       | 11                                     |
| 42                                     | فيليبو غانا                            | 61                                     |
| 43                                     | جاكوبو غوارنييري                       | 66                                     |
| 44                                     | جوناثان ميلان                          | 87                                     |
| 45                                     | Luca Mozzato ‏                          | 117                                    |
| 46                                     | ماتيو ترينتين                          | 64                                     |
| 47                                     | إيليا فيفياني                          | 7                                      |

| فريق الدنمارك لركوب الدراجات للرجال ‏ DEN | فريق الدنمارك لركوب الدراجات للرجال ‏ DEN | فريق الدنمارك لركوب الدراجات للرجال ‏ DEN |
| ---------------------------------------- | ---------------------------------------- | ---------------------------------------- |
| م                                        | عداء                                     | مرتبة                                    |
| 48                                       | ميكيل بيرج                               | 104                                      |
| 49                                       | لاسي نورمان هانسن                        | 38                                       |
| 50                                       | ميكيل فروليش أونوريه                     | 23                                       |
| 51                                       | Mathias Norsgaard ‏                       | 37                                       |
| 52                                       | مايكل موركوف                             | 33                                       |
| 53                                       | مادس بيدرسن                              | 10                                       |
| 54                                       | Johan Price-Pejtersen ‏                   | 113                                      |
| 55                                       | Frederik Wandahl ‏                        | 120                                      |

| فريق سويسرا لركوب الدراجات ‏ SUI | فريق سويسرا لركوب الدراجات ‏ SUI | فريق سويسرا لركوب الدراجات ‏ SUI |
| ------------------------------- | ------------------------------- | ------------------------------- |
| م                               | عداء                            | مرتبة                           |
| 56                              | Stefan Bissegger ‏               | 78                              |
| 57                              | توم بولي                        | 17                              |
| 58                              | سيلفان ديلير                    | 73                              |
| 59                              | Lukas Rüegg ‏                    | 53                              |
| 60                              | مايكل شير                       | 52                              |
| 61                              | Reto Hollenstein ‏               | 51                              |
| 62                              | Simon Pellaud ‏                  | 25                              |

| فريق النرويج لركوب الدراجات للرجال ‏ NOR | فريق النرويج لركوب الدراجات للرجال ‏ NOR | فريق النرويج لركوب الدراجات للرجال ‏ NOR |
| --------------------------------------- | --------------------------------------- | --------------------------------------- |
| م                                       | عداء                                    | مرتبة                                   |
| 63                                      | جوناس إبراهمسين ‏                        | 121                                     |
| 64                                      | ألكسندر كريستوف                         | 8                                       |
| 65                                      | أندرس سكارسيث                           | 67                                      |
| 66                                      | راسموس تيلر                             | 68                                      |
| 67                                      | سيفر ورستد                              | 122                                     |

| فريق ألمانيا لركوب الدراجات للرجال‏ GER | فريق ألمانيا لركوب الدراجات للرجال‏ GER | فريق ألمانيا لركوب الدراجات للرجال‏ GER |
| -------------------------------------- | -------------------------------------- | -------------------------------------- |
| م                                      | عداء                                   | مرتبة                                  |
| 68                                     | باسكال أكرمان                          | لم يكمل السباق                         |
| 69                                     | فل بوهوس                               | 18                                     |
| 70                                     | جون ديجينكولب                          | 96                                     |
| 71                                     | Nico Denz ‏                             | 123                                    |
| 72                                     | روجر كلوجه                             | 83                                     |
| 73                                     | ألكسندر كرايغر                         | 84                                     |
| 74                                     | Nils Politt ‏                           | 95                                     |
| 75                                     | ميكل شوارزمان                          | 103                                    |

| فريق بولندا لركوب الدراجات ‏ POL | فريق بولندا لركوب الدراجات ‏ POL | فريق بولندا لركوب الدراجات ‏ POL |
| ------------------------------- | ------------------------------- | ------------------------------- |
| م                               | عداء                            | مرتبة                           |
| 76                              | Stanisław Aniołkowski ‏          | 15                              |
| 77                              | آلان باناسيك                    | لم يكمل السباق                  |
| 78                              | Norbert Banaszek ‏               | 106                             |
| 79                              | تشيزاري بينديتي                 | 56                              |
| 80                              | ماسيج بودنار                    | 31                              |
| 81                              | ياكوب كازماريك                  | 39                              |
| 82                              | Filip Maciejuk ‏                 | 50                              |

| فريق البرتغال لركوب الدراجات للرجال ‏ POR | فريق البرتغال لركوب الدراجات للرجال ‏ POR | فريق البرتغال لركوب الدراجات للرجال ‏ POR |
| ---------------------------------------- | ---------------------------------------- | ---------------------------------------- |
| م                                        | عداء                                     | مرتبة                                    |
| 83                                       | روي أوليفيرا                             | 16                                       |

| فريق النمسا لركوب الدراجات للرجال‏ AUT | فريق النمسا لركوب الدراجات للرجال‏ AUT | فريق النمسا لركوب الدراجات للرجال‏ AUT |
| ------------------------------------- | ------------------------------------- | ------------------------------------- |
| م                                     | عداء                                  | مرتبة                                 |
| 84                                    | توبياس باير                           | 27                                    |
| 85                                    | باتريك غامبر                          | 74                                    |
| 86                                    | ماركو هالر                            | 19                                    |
| 87                                    | باتريك كونراد                         | 102                                   |
| 88                                    | لوكاس بوستلبيرغر                      | 125                                   |
| 89                                    | Sebastian Schönberger ‏                | 26                                    |

| فريق التشيك لركوب الدراجات للرجال‏ CZE | فريق التشيك لركوب الدراجات للرجال‏ CZE | فريق التشيك لركوب الدراجات للرجال‏ CZE |
| ------------------------------------- | ------------------------------------- | ------------------------------------- |
| م                                     | عداء                                  | مرتبة                                 |
| 90                                    | جان بارتا                             | 46                                    |
| 91                                    | Tomáš Bárta ‏                          | 42                                    |
| 92                                    | دومينيك نيومان ‏                       | 20                                    |
| 93                                    | Jakub Otruba ‏                         | 34                                    |
| 94                                    | زدينيك ستيبار                         | 32                                    |
| 95                                    | Adam Ťoupalík ‏                        | 41                                    |

| فريق جمهورية أيرلندا لركوب الدراجات للرجال‏ IRL | فريق جمهورية أيرلندا لركوب الدراجات للرجال‏ IRL | فريق جمهورية أيرلندا لركوب الدراجات للرجال‏ IRL |
| ---------------------------------------------- | ---------------------------------------------- | ---------------------------------------------- |
| م                                              | عداء                                           | مرتبة                                          |
| 96                                             | سام بينيت                                      | 5                                              |
| 97                                             | إدوارد دنبر                                    | 90                                             |
| 98                                             | ريان مولين                                     | 72                                             |
| 99                                             | Matthew Teggart ‏                               | 108                                            |
| 100                                            | روري تاونسند ‏                                  | 40                                             |

| فريق إستونيا لركوب الدراجات للرجال‏ EST | فريق إستونيا لركوب الدراجات للرجال‏ EST | فريق إستونيا لركوب الدراجات للرجال‏ EST |
| -------------------------------------- | -------------------------------------- | -------------------------------------- |
| م                                      | عداء                                   | مرتبة                                  |
| 102                                    | تانيل كانجيرت                          | 62                                     |
| 103                                    | Martin Laas ‏                           | 12                                     |
| 104                                    | Karl Patrick Lauk ‏                     | 94                                     |
| 105                                    | Oskar Nisu ‏                            | 85                                     |
| 106                                    | Norman Vahtra ‏                         | 63                                     |

| فريق المجر لركوب الدراجات للرجال‏ HUN | فريق المجر لركوب الدراجات للرجال‏ HUN | فريق المجر لركوب الدراجات للرجال‏ HUN |
| ------------------------------------ | ------------------------------------ | ------------------------------------ |
| م                                    | عداء                                 | مرتبة                                |
| 107                                  | مارتون دينا                          | 77                                   |
| 108                                  | Barnabás Peák ‏                       | 58                                   |

| فريق لوكسمبورغ لركوب الدراجات‏ LUX | فريق لوكسمبورغ لركوب الدراجات‏ LUX | فريق لوكسمبورغ لركوب الدراجات‏ LUX |
| --------------------------------- | --------------------------------- | --------------------------------- |
| م                                 | عداء                              | مرتبة                             |
| 109                               | Colin Heiderscheid ‏               | 45                                |
| 110                               | Cédric Pries ‏                     | 22                                |

| فريق سلوفاكيا لركوب الدراجات‏ SVK | فريق سلوفاكيا لركوب الدراجات‏ SVK | فريق سلوفاكيا لركوب الدراجات‏ SVK |
| -------------------------------- | -------------------------------- | -------------------------------- |
| م                                | عداء                             | مرتبة                            |
| 111                              | Erik Baška ‏                      | لم يكمل السباق                   |
| 112                              | Marek Čanecký ‏                   | 43                               |
| 113                              | Adam Foltán ‏                     | لم يكمل السباق                   |
| 114                              | Dávid Kaško ‏                     | لم يكمل السباق                   |
| 115                              | Andrej Liska ‏                    | 71                               |
| 116                              | Matúš Štoček ‏                    | 35                               |

| منتخب لاتفيا لركوب الدراجات للرجال‏ LAT | منتخب لاتفيا لركوب الدراجات للرجال‏ LAT | منتخب لاتفيا لركوب الدراجات للرجال‏ LAT |
| -------------------------------------- | -------------------------------------- | -------------------------------------- |
| م                                      | عداء                                   | مرتبة                                  |
| 117                                    | Emīls Liepiņš ‏                         | 14                                     |
| 118                                    | Mārtiņš Pluto ‏                         | 109                                    |
| 119                                    | توم سكوجين                             | 47                                     |

| فريق السويد لركوب الدراجات للرجال‏ SWE | فريق السويد لركوب الدراجات للرجال‏ SWE | فريق السويد لركوب الدراجات للرجال‏ SWE |
| ------------------------------------- | ------------------------------------- | ------------------------------------- |
| م                                     | عداء                                  | مرتبة                                 |
| 120                                   | توبياس لودفيجسون                      | 21                                    |

| فريق رومانيا لركوب الدراجات للرجال‏ ROU | فريق رومانيا لركوب الدراجات للرجال‏ ROU | فريق رومانيا لركوب الدراجات للرجال‏ ROU |
| -------------------------------------- | -------------------------------------- | -------------------------------------- |
| م                                      | عداء                                   | مرتبة                                  |
| 121                                    | إدوارد مايكل جروسو                     | 99                                     |

| فريق ليتوانيا لركوب الدراجات للرجال‏ LTU | فريق ليتوانيا لركوب الدراجات للرجال‏ LTU | فريق ليتوانيا لركوب الدراجات للرجال‏ LTU |
| --------------------------------------- | --------------------------------------- | --------------------------------------- |
| م                                       | عداء                                    | مرتبة                                   |
| 122                                     | Mantas Januskevicius ‏                   | لم يكمل السباق                          |
| 123                                     | إجناتاس كونوفالوفاس                     | 54                                      |
| 124                                     | Venantas Lašinis ‏                       | 124                                     |
| 125                                     | افالداس سيسكفهيوس                       | 112                                     |

| فريق اليونان لركوب الدراجات للرجال‏ GRE | فريق اليونان لركوب الدراجات للرجال‏ GRE | فريق اليونان لركوب الدراجات للرجال‏ GRE |
| -------------------------------------- | -------------------------------------- | -------------------------------------- |
| م                                      | عداء                                   | مرتبة                                  |
| 126                                    | Georgios Bouglas ‏                      | 49                                     |
| 127                                    | Panagiotis Christopoulos-Cheller‏       | 75                                     |
| 128                                    | Periklis Ilias ‏                        | 86                                     |

| فريق إسرائيل لسباق الدراجات على الطريق للرجال‏ ISR | فريق إسرائيل لسباق الدراجات على الطريق للرجال‏ ISR | فريق إسرائيل لسباق الدراجات على الطريق للرجال‏ ISR |
| ------------------------------------------------- | ------------------------------------------------- | ------------------------------------------------- |
| م                                                 | عداء                                              | مرتبة                                             |
| 129                                               | Yuval Ben Moshe‏                                   | 76                                                |
| 130                                               | إيتامار أينهورن                                   | 13                                                |

| منتخب كرواتيا الوطني لسباق الدراجات على الطريق للرجال‏ CRO | منتخب كرواتيا الوطني لسباق الدراجات على الطريق للرجال‏ CRO | منتخب كرواتيا الوطني لسباق الدراجات على الطريق للرجال‏ CRO |
| --------------------------------------------------------- | --------------------------------------------------------- | --------------------------------------------------------- |
| م                                                         | عداء                                                      | مرتبة                                                     |
| 131                                                       | Viktor Potočki ‏                                           | 48                                                        |

| منتخب ألبانيا لركوب الدراجات للرجال‏ ALB | منتخب ألبانيا لركوب الدراجات للرجال‏ ALB | منتخب ألبانيا لركوب الدراجات للرجال‏ ALB |
| --------------------------------------- | --------------------------------------- | --------------------------------------- |
| م                                       | عداء                                    | مرتبة                                   |
| 132                                     | Marolino Hoxha ‏                         | لم يكمل السباق                          |
| 133                                     | Ylber Sefa ‏                             | 28                                      |
| 134                                     | Olsian Velia ‏                           | لم يكمل السباق                          |

| فريق مقدونيا الشمالية لسباق الدراجات للرجال‏ MKD | فريق مقدونيا الشمالية لسباق الدراجات للرجال‏ MKD | فريق مقدونيا الشمالية لسباق الدراجات للرجال‏ MKD |
| ----------------------------------------------- | ----------------------------------------------- | ----------------------------------------------- |
| م                                               | عداء                                            | مرتبة                                           |
| 135                                             | Andrej Petrovski ‏                               | لم يكمل السباق                                  |
| 136                                             | Stefan Petrovski ‏                               | لم يكمل السباق                                  |

| فريق كوسوفو لسباق الدراجات للرجال‏ KOS | فريق كوسوفو لسباق الدراجات للرجال‏ KOS | فريق كوسوفو لسباق الدراجات للرجال‏ KOS |
| ------------------------------------- | ------------------------------------- | ------------------------------------- |
| م                                     | عداء                                  | مرتبة                                 |
| 137                                   | Alban Delija ‏                         | لم يكمل السباق                        |
| 138                                   | Blerton Nuha ‏                         | لم يكمل السباق                        |

| فريق آيسلندا لسباق الدراجات للرجال‏ ISL | فريق آيسلندا لسباق الدراجات للرجال‏ ISL | فريق آيسلندا لسباق الدراجات للرجال‏ ISL |
| -------------------------------------- | -------------------------------------- | -------------------------------------- |
| م                                      | عداء                                   | مرتبة                                  |
| 139                                    | Ingvar Ómarsson ‏                       | 111                                    |

| فريق الجبل الأسود لسباق الدراجات للرجال‏ MNE | فريق الجبل الأسود لسباق الدراجات للرجال‏ MNE | فريق الجبل الأسود لسباق الدراجات للرجال‏ MNE |
| ------------------------------------------- | ------------------------------------------- | ------------------------------------------- |
| م                                           | عداء                                        | مرتبة                                       |
| 140                                         | Goran Cerović ‏                              | لم يكمل السباق                              |

| فريق البوسنة والهرسك لسباق الدراجات للرجال‏ BIH | فريق البوسنة والهرسك لسباق الدراجات للرجال‏ BIH | فريق البوسنة والهرسك لسباق الدراجات للرجال‏ BIH |
| ---------------------------------------------- | ---------------------------------------------- | ---------------------------------------------- |
| م                                              | عداء                                           | مرتبة                                          |
| 141                                            | Vedad Karić ‏                                   | لم يكمل السباق                                 |

| فريق أرمينيا لسباق الدراجات للرجال‏ ARM | فريق أرمينيا لسباق الدراجات للرجال‏ ARM | فريق أرمينيا لسباق الدراجات للرجال‏ ARM |
| -------------------------------------- | -------------------------------------- | -------------------------------------- |
| م                                      | عداء                                   | مرتبة                                  |
| 142                                    | Stepan Grigoryan ‏                      | لم يبدأ                                |

| فريق بلجيكا لركوب الدراجات للرجال ‏ BEL | فريق بلجيكا لركوب الدراجات للرجال ‏ BEL | فريق بلجيكا لركوب الدراجات للرجال ‏ BEL |
| -------------------------------------- | -------------------------------------- | -------------------------------------- |
| م                                      | عداء                                   | مرتبة                                  |
| 1                                      | يجف دي بوندت                           | 115                                    |
| 2                                      | ايمي دي جندت                           | 79                                     |
| 3                                      | Rune Herregodts ‏                       | 116                                    |
| 4                                      | تيم ميرلير                             | 3                                      |
| 5                                      | إدوارد ثيونس                           | 29                                     |
| 6                                      | دريس فان جيستل                         | 80                                     |
| 7                                      | Bert Van Lerberghe ‏                    | 24                                     |

| فريق سلوفينيا لركوب الدراجات للرجال‏ SLO | فريق سلوفينيا لركوب الدراجات للرجال‏ SLO | فريق سلوفينيا لركوب الدراجات للرجال‏ SLO |
| --------------------------------------- | --------------------------------------- | --------------------------------------- |
| م                                       | عداء                                    | مرتبة                                   |
| 8                                       | Tilen Finkšt ‏                           | 60                                      |
| 9                                       | Aljaž Jarc ‏                             | 107                                     |
| 10                                      | لوكا ميزجيك                             | 6                                       |
| 11                                      | دومين نوفاك                             | لم يكمل السباق                          |
| 12                                      | ديفيد بير                               | 59                                      |
| 13                                      | Jaka Primožič ‏                          | 55                                      |
| 14                                      | جان تراتنيك                             | 88                                      |
| 15                                      | Matic Žumer ‏                            | 110                                     |

| فريق فرنسا لركوب الدراجات للرجال ‏ FRA | فريق فرنسا لركوب الدراجات للرجال ‏ FRA | فريق فرنسا لركوب الدراجات للرجال ‏ FRA |
| ------------------------------------- | ------------------------------------- | ------------------------------------- |
| م                                     | عداء                                  | مرتبة                                 |
| 16                                    | رودي باربير                           | 100                                   |
| 17                                    | توماس بودات                           | 82                                    |
| 18                                    | بريان كوكار                           | 97                                    |
| 19                                    | ارنو ديمار                            | 2                                     |
| 20                                    | Dorian Godon ‏                         | 101                                   |
| 21                                    | هوغو هوفستيتر                         | 30                                    |
| 22                                    | Jérémy Lecroq ‏                        | 98                                    |
| 23                                    | كليمنت روسو                           | 69                                    |

| فريق هولندا لركوب الدراجات للرجال ‏ NED | فريق هولندا لركوب الدراجات للرجال ‏ NED | فريق هولندا لركوب الدراجات للرجال ‏ NED |
| -------------------------------------- | -------------------------------------- | -------------------------------------- |
| م                                      | عداء                                   | مرتبة                                  |
| 24                                     | Nils Eekhoff ‏                          | 81                                     |
| 25                                     | Daan Hoole ‏                            | 91                                     |
| 26                                     | فابيو جاكوبسن (طريق)                   | 1                                      |
| 27                                     | Jan Maas (cyclist, born 1996) ‏         | 105                                    |
| 28                                     | Elmar Reinders ‏                        | 118                                    |
| 29                                     | جوس فان امدن                           | 92                                     |
| 30                                     | Boy van Poppel ‏                        | 65                                     |
| 31                                     | داني فان بوبيل                         | 4                                      |

| فريق إسبانيا لركوب الدراجات للرجال ‏ ESP | فريق إسبانيا لركوب الدراجات للرجال ‏ ESP | فريق إسبانيا لركوب الدراجات للرجال ‏ ESP |
| --------------------------------------- | --------------------------------------- | --------------------------------------- |
| م                                       | عداء                                    | مرتبة                                   |
| 32                                      | Jorge Arcas ‏                            | 93                                      |
| 33                                      | إيفان غارسيا                            | 114                                     |
| 34                                      | ديفيد غونزاليس                          | 89                                      |
| 35                                      | Oier Lazkano ‏                           | 44                                      |
| 36                                      | Manuel Peñalver ‏                        | 70                                      |
| 37                                      | جون ابرستوري                            | 9                                       |
| 38                                      | Jonathan Lastra ‏                        | 36                                      |
| 39                                      | Xabier Azparren ‏                        | 119                                     |

| فريق إيطاليا لركوب الدراجات للرجال‏ ITA | فريق إيطاليا لركوب الدراجات للرجال‏ ITA | فريق إيطاليا لركوب الدراجات للرجال‏ ITA |
| -------------------------------------- | -------------------------------------- | -------------------------------------- |
| م                                      | عداء                                   | مرتبة                                  |
| 40                                     | فيليبو بارونسيني                       | 57                                     |
| 41                                     | Alberto Dainese ‏                       | 11                                     |
| 42                                     | فيليبو غانا                            | 61                                     |
| 43                                     | جاكوبو غوارنييري                       | 66                                     |
| 44                                     | جوناثان ميلان                          | 87                                     |
| 45                                     | Luca Mozzato ‏                          | 117                                    |
| 46                                     | ماتيو ترينتين                          | 64                                     |
| 47                                     | إيليا فيفياني                          | 7                                      |

| فريق الدنمارك لركوب الدراجات للرجال ‏ DEN | فريق الدنمارك لركوب الدراجات للرجال ‏ DEN | فريق الدنمارك لركوب الدراجات للرجال ‏ DEN |
| ---------------------------------------- | ---------------------------------------- | ---------------------------------------- |
| م                                        | عداء                                     | مرتبة                                    |
| 48                                       | ميكيل بيرج                               | 104                                      |
| 49                                       | لاسي نورمان هانسن                        | 38                                       |
| 50                                       | ميكيل فروليش أونوريه                     | 23                                       |
| 51                                       | Mathias Norsgaard ‏                       | 37                                       |
| 52                                       | مايكل موركوف                             | 33                                       |
| 53                                       | مادس بيدرسن                              | 10                                       |
| 54                                       | Johan Price-Pejtersen ‏                   | 113                                      |
| 55                                       | Frederik Wandahl ‏                        | 120                                      |

| فريق سويسرا لركوب الدراجات ‏ SUI | فريق سويسرا لركوب الدراجات ‏ SUI | فريق سويسرا لركوب الدراجات ‏ SUI |
| ------------------------------- | ------------------------------- | ------------------------------- |
| م                               | عداء                            | مرتبة                           |
| 56                              | Stefan Bissegger ‏               | 78                              |
| 57                              | توم بولي                        | 17                              |
| 58                              | سيلفان ديلير                    | 73                              |
| 59                              | Lukas Rüegg ‏                    | 53                              |
| 60                              | مايكل شير                       | 52                              |
| 61                              | Reto Hollenstein ‏               | 51                              |
| 62                              | Simon Pellaud ‏                  | 25                              |

| فريق النرويج لركوب الدراجات للرجال ‏ NOR | فريق النرويج لركوب الدراجات للرجال ‏ NOR | فريق النرويج لركوب الدراجات للرجال ‏ NOR |
| --------------------------------------- | --------------------------------------- | --------------------------------------- |
| م                                       | عداء                                    | مرتبة                                   |
| 63                                      | جوناس إبراهمسين ‏                        | 121                                     |
| 64                                      | ألكسندر كريستوف                         | 8                                       |
| 65                                      | أندرس سكارسيث                           | 67                                      |
| 66                                      | راسموس تيلر                             | 68                                      |
| 67                                      | سيفر ورستد                              | 122                                     |

| فريق ألمانيا لركوب الدراجات للرجال‏ GER | فريق ألمانيا لركوب الدراجات للرجال‏ GER | فريق ألمانيا لركوب الدراجات للرجال‏ GER |
| -------------------------------------- | -------------------------------------- | -------------------------------------- |
| م                                      | عداء                                   | مرتبة                                  |
| 68                                     | باسكال أكرمان                          | لم يكمل السباق                         |
| 69                                     | فل بوهوس                               | 18                                     |
| 70                                     | جون ديجينكولب                          | 96                                     |
| 71                                     | Nico Denz ‏                             | 123                                    |
| 72                                     | روجر كلوجه                             | 83                                     |
| 73                                     | ألكسندر كرايغر                         | 84                                     |
| 74                                     | Nils Politt ‏                           | 95                                     |
| 75                                     | ميكل شوارزمان                          | 103                                    |

| فريق بولندا لركوب الدراجات ‏ POL | فريق بولندا لركوب الدراجات ‏ POL | فريق بولندا لركوب الدراجات ‏ POL |
| ------------------------------- | ------------------------------- | ------------------------------- |
| م                               | عداء                            | مرتبة                           |
| 76                              | Stanisław Aniołkowski ‏          | 15                              |
| 77                              | آلان باناسيك                    | لم يكمل السباق                  |
| 78                              | Norbert Banaszek ‏               | 106                             |
| 79                              | تشيزاري بينديتي                 | 56                              |
| 80                              | ماسيج بودنار                    | 31                              |
| 81                              | ياكوب كازماريك                  | 39                              |
| 82                              | Filip Maciejuk ‏                 | 50                              |

| فريق البرتغال لركوب الدراجات للرجال ‏ POR | فريق البرتغال لركوب الدراجات للرجال ‏ POR | فريق البرتغال لركوب الدراجات للرجال ‏ POR |
| ---------------------------------------- | ---------------------------------------- | ---------------------------------------- |
| م                                        | عداء                                     | مرتبة                                    |
| 83                                       | روي أوليفيرا                             | 16                                       |

| فريق النمسا لركوب الدراجات للرجال‏ AUT | فريق النمسا لركوب الدراجات للرجال‏ AUT | فريق النمسا لركوب الدراجات للرجال‏ AUT |
| ------------------------------------- | ------------------------------------- | ------------------------------------- |
| م                                     | عداء                                  | مرتبة                                 |
| 84                                    | توبياس باير                           | 27                                    |
| 85                                    | باتريك غامبر                          | 74                                    |
| 86                                    | ماركو هالر                            | 19                                    |
| 87                                    | باتريك كونراد                         | 102                                   |
| 88                                    | لوكاس بوستلبيرغر                      | 125                                   |
| 89                                    | Sebastian Schönberger ‏                | 26                                    |

| فريق التشيك لركوب الدراجات للرجال‏ CZE | فريق التشيك لركوب الدراجات للرجال‏ CZE | فريق التشيك لركوب الدراجات للرجال‏ CZE |
| ------------------------------------- | ------------------------------------- | ------------------------------------- |
| م                                     | عداء                                  | مرتبة                                 |
| 90                                    | جان بارتا                             | 46                                    |
| 91                                    | Tomáš Bárta ‏                          | 42                                    |
| 92                                    | دومينيك نيومان ‏                       | 20                                    |
| 93                                    | Jakub Otruba ‏                         | 34                                    |
| 94                                    | زدينيك ستيبار                         | 32                                    |
| 95                                    | Adam Ťoupalík ‏                        | 41                                    |

| فريق جمهورية أيرلندا لركوب الدراجات للرجال‏ IRL | فريق جمهورية أيرلندا لركوب الدراجات للرجال‏ IRL | فريق جمهورية أيرلندا لركوب الدراجات للرجال‏ IRL |
| ---------------------------------------------- | ---------------------------------------------- | ---------------------------------------------- |
| م                                              | عداء                                           | مرتبة                                          |
| 96                                             | سام بينيت                                      | 5                                              |
| 97                                             | إدوارد دنبر                                    | 90                                             |
| 98                                             | ريان مولين                                     | 72                                             |
| 99                                             | Matthew Teggart ‏                               | 108                                            |
| 100                                            | روري تاونسند ‏                                  | 40                                             |

| فريق إستونيا لركوب الدراجات للرجال‏ EST | فريق إستونيا لركوب الدراجات للرجال‏ EST | فريق إستونيا لركوب الدراجات للرجال‏ EST |
| -------------------------------------- | -------------------------------------- | -------------------------------------- |
| م                                      | عداء                                   | مرتبة                                  |
| 102                                    | تانيل كانجيرت                          | 62                                     |
| 103                                    | Martin Laas ‏                           | 12                                     |
| 104                                    | Karl Patrick Lauk ‏                     | 94                                     |
| 105                                    | Oskar Nisu ‏                            | 85                                     |
| 106                                    | Norman Vahtra ‏                         | 63                                     |

| فريق المجر لركوب الدراجات للرجال‏ HUN | فريق المجر لركوب الدراجات للرجال‏ HUN | فريق المجر لركوب الدراجات للرجال‏ HUN |
| ------------------------------------ | ------------------------------------ | ------------------------------------ |
| م                                    | عداء                                 | مرتبة                                |
| 107                                  | مارتون دينا                          | 77                                   |
| 108                                  | Barnabás Peák ‏                       | 58                                   |

| فريق لوكسمبورغ لركوب الدراجات‏ LUX | فريق لوكسمبورغ لركوب الدراجات‏ LUX | فريق لوكسمبورغ لركوب الدراجات‏ LUX |
| --------------------------------- | --------------------------------- | --------------------------------- |
| م                                 | عداء                              | مرتبة                             |
| 109                               | Colin Heiderscheid ‏               | 45                                |
| 110                               | Cédric Pries ‏                     | 22                                |

| فريق سلوفاكيا لركوب الدراجات‏ SVK | فريق سلوفاكيا لركوب الدراجات‏ SVK | فريق سلوفاكيا لركوب الدراجات‏ SVK |
| -------------------------------- | -------------------------------- | -------------------------------- |
| م                                | عداء                             | مرتبة                            |
| 111                              | Erik Baška ‏                      | لم يكمل السباق                   |
| 112                              | Marek Čanecký ‏                   | 43                               |
| 113                              | Adam Foltán ‏                     | لم يكمل السباق                   |
| 114                              | Dávid Kaško ‏                     | لم يكمل السباق                   |
| 115                              | Andrej Liska ‏                    | 71                               |
| 116                              | Matúš Štoček ‏                    | 35                               |

| منتخب لاتفيا لركوب الدراجات للرجال‏ LAT | منتخب لاتفيا لركوب الدراجات للرجال‏ LAT | منتخب لاتفيا لركوب الدراجات للرجال‏ LAT |
| -------------------------------------- | -------------------------------------- | -------------------------------------- |
| م                                      | عداء                                   | مرتبة                                  |
| 117                                    | Emīls Liepiņš ‏                         | 14                                     |
| 118                                    | Mārtiņš Pluto ‏                         | 109                                    |
| 119                                    | توم سكوجين                             | 47                                     |

| فريق السويد لركوب الدراجات للرجال‏ SWE | فريق السويد لركوب الدراجات للرجال‏ SWE | فريق السويد لركوب الدراجات للرجال‏ SWE |
| ------------------------------------- | ------------------------------------- | ------------------------------------- |
| م                                     | عداء                                  | مرتبة                                 |
| 120                                   | توبياس لودفيجسون                      | 21                                    |

| فريق رومانيا لركوب الدراجات للرجال‏ ROU | فريق رومانيا لركوب الدراجات للرجال‏ ROU | فريق رومانيا لركوب الدراجات للرجال‏ ROU |
| -------------------------------------- | -------------------------------------- | -------------------------------------- |
| م                                      | عداء                                   | مرتبة                                  |
| 121                                    | إدوارد مايكل جروسو                     | 99                                     |

| فريق ليتوانيا لركوب الدراجات للرجال‏ LTU | فريق ليتوانيا لركوب الدراجات للرجال‏ LTU | فريق ليتوانيا لركوب الدراجات للرجال‏ LTU |
| --------------------------------------- | --------------------------------------- | --------------------------------------- |
| م                                       | عداء                                    | مرتبة                                   |
| 122                                     | Mantas Januskevicius ‏                   | لم يكمل السباق                          |
| 123                                     | إجناتاس كونوفالوفاس                     | 54                                      |
| 124                                     | Venantas Lašinis ‏                       | 124                                     |
| 125                                     | افالداس سيسكفهيوس                       | 112                                     |

| فريق اليونان لركوب الدراجات للرجال‏ GRE | فريق اليونان لركوب الدراجات للرجال‏ GRE | فريق اليونان لركوب الدراجات للرجال‏ GRE |
| -------------------------------------- | -------------------------------------- | -------------------------------------- |
| م                                      | عداء                                   | مرتبة                                  |
| 126                                    | Georgios Bouglas ‏                      | 49                                     |
| 127                                    | Panagiotis Christopoulos-Cheller‏       | 75                                     |
| 128                                    | Periklis Ilias ‏                        | 86                                     |

| فريق إسرائيل لسباق الدراجات على الطريق للرجال‏ ISR | فريق إسرائيل لسباق الدراجات على الطريق للرجال‏ ISR | فريق إسرائيل لسباق الدراجات على الطريق للرجال‏ ISR |
| ------------------------------------------------- | ------------------------------------------------- | ------------------------------------------------- |
| م                                                 | عداء                                              | مرتبة                                             |
| 129                                               | Yuval Ben Moshe‏                                   | 76                                                |
| 130                                               | إيتامار أينهورن                                   | 13                                                |

| منتخب كرواتيا الوطني لسباق الدراجات على الطريق للرجال‏ CRO | منتخب كرواتيا الوطني لسباق الدراجات على الطريق للرجال‏ CRO | منتخب كرواتيا الوطني لسباق الدراجات على الطريق للرجال‏ CRO |
| --------------------------------------------------------- | --------------------------------------------------------- | --------------------------------------------------------- |
| م                                                         | عداء                                                      | مرتبة                                                     |
| 131                                                       | Viktor Potočki ‏                                           | 48                                                        |

| منتخب ألبانيا لركوب الدراجات للرجال‏ ALB | منتخب ألبانيا لركوب الدراجات للرجال‏ ALB | منتخب ألبانيا لركوب الدراجات للرجال‏ ALB |
| --------------------------------------- | --------------------------------------- | --------------------------------------- |
| م                                       | عداء                                    | مرتبة                                   |
| 132                                     | Marolino Hoxha ‏                         | لم يكمل السباق                          |
| 133                                     | Ylber Sefa ‏                             | 28                                      |
| 134                                     | Olsian Velia ‏                           | لم يكمل السباق                          |

| فريق مقدونيا الشمالية لسباق الدراجات للرجال‏ MKD | فريق مقدونيا الشمالية لسباق الدراجات للرجال‏ MKD | فريق مقدونيا الشمالية لسباق الدراجات للرجال‏ MKD |
| ----------------------------------------------- | ----------------------------------------------- | ----------------------------------------------- |
| م                                               | عداء                                            | مرتبة                                           |
| 135                                             | Andrej Petrovski ‏                               | لم يكمل السباق                                  |
| 136                                             | Stefan Petrovski ‏                               | لم يكمل السباق                                  |

| فريق كوسوفو لسباق الدراجات للرجال‏ KOS | فريق كوسوفو لسباق الدراجات للرجال‏ KOS | فريق كوسوفو لسباق الدراجات للرجال‏ KOS |
| ------------------------------------- | ------------------------------------- | ------------------------------------- |
| م                                     | عداء                                  | مرتبة                                 |
| 137                                   | Alban Delija ‏                         | لم يكمل السباق                        |
| 138                                   | Blerton Nuha ‏                         | لم يكمل السباق                        |

| فريق آيسلندا لسباق الدراجات للرجال‏ ISL | فريق آيسلندا لسباق الدراجات للرجال‏ ISL | فريق آيسلندا لسباق الدراجات للرجال‏ ISL |
| -------------------------------------- | -------------------------------------- | -------------------------------------- |
| م                                      | عداء                                   | مرتبة                                  |
| 139                                    | Ingvar Ómarsson ‏                       | 111                                    |

| فريق الجبل الأسود لسباق الدراجات للرجال‏ MNE | فريق الجبل الأسود لسباق الدراجات للرجال‏ MNE | فريق الجبل الأسود لسباق الدراجات للرجال‏ MNE |
| ------------------------------------------- | ------------------------------------------- | ------------------------------------------- |
| م                                           | عداء                                        | مرتبة                                       |
| 140                                         | Goran Cerović ‏                              | لم يكمل السباق                              |

| فريق البوسنة والهرسك لسباق الدراجات للرجال‏ BIH | فريق البوسنة والهرسك لسباق الدراجات للرجال‏ BIH | فريق البوسنة والهرسك لسباق الدراجات للرجال‏ BIH |
| ---------------------------------------------- | ---------------------------------------------- | ---------------------------------------------- |
| م                                              | عداء                                           | مرتبة                                          |
| 141                                            | Vedad Karić ‏                                   | لم يكمل السباق                                 |

| فريق أرمينيا لسباق الدراجات للرجال‏ ARM | فريق أرمينيا لسباق الدراجات للرجال‏ ARM | فريق أرمينيا لسباق الدراجات للرجال‏ ARM |
| -------------------------------------- | -------------------------------------- | -------------------------------------- |
| م                                      | عداء                                   | مرتبة                                  |
| 142                                    | Stepan Grigoryan ‏                      | لم يبدأ                                |

## التصنيف العام النهائي
| التصنيف العام         | التصنيف العام          | التصنيف العام                                  | التصنيف العام | التصنيف العام |
| العداء                | العداء                 | الفريق                                         | الوقت         |               |
| --------------------- | ---------------------- | ---------------------------------------------- | ------------- | ------------- |
| 1                     | فابيو جاكوبسن          | فريق هولندا لركوب الدراجات للرجال ‏             | 4 س 38 د 49 ث |               |
| 2                     | ارنو ديمار             | فريق فرنسا لركوب الدراجات للرجال ‏              | + 0 ث         |               |
| 3                     | تيم ميرلير             | فريق بلجيكا لركوب الدراجات للرجال ‏             | + 0 ث         |               |
| 4                     | داني فان بوبيل         | فريق هولندا لركوب الدراجات للرجال ‏             | + 0 ث         |               |
| 5                     | سام بينيت              | فريق جمهورية أيرلندا لركوب الدراجات للرجال ‏    | + 0 ث         |               |
| 6                     | لوكا ميزجيك            | فريق سلوفينيا لركوب الدراجات للرجال ‏           | + 0 ث         |               |
| 7                     | إيليا فيفياني          | فريق إيطاليا لركوب الدراجات للرجال ‏            | + 0 ث         |               |
| 8                     | ألكسندر كريستوف        | فريق النرويج لركوب الدراجات للرجال ‏            | + 0 ث         |               |
| 9                     | جون ابرستوري           | فريق إسبانيا لركوب الدراجات للرجال ‏            | + 0 ث         |               |
| 10                    | مادس بيدرسن            | فريق الدنمارك لركوب الدراجات للرجال ‏           | + 0 ث         |               |
| 11                    | Alberto Dainese ‏       | فريق إيطاليا لركوب الدراجات للرجال ‏            | + 0 ث         |               |
| 12                    | Martin Laas ‏           | فريق إستونيا لركوب الدراجات للرجال ‏            | + 0 ث         |               |
| 13                    | إيتامار أينهورن        | فريق إسرائيل لسباق الدراجات على الطريق للرجال ‏ | + 0 ث         |               |
| 14                    | Emīls Liepiņš ‏         | منتخب لاتفيا لركوب الدراجات للرجال ‏            | + 0 ث         |               |
| 15                    | Stanisław Aniołkowski ‏ | فريق بولندا لركوب الدراجات ‏                    | + 0 ث         |               |
| 16                    | روي أوليفيرا           | فريق البرتغال لركوب الدراجات للرجال ‏           | + 0 ث         |               |
| 17                    | توم بولي               | فريق سويسرا لركوب الدراجات ‏                    | + 0 ث         |               |
| 18                    | فل بوهوس               | فريق ألمانيا لركوب الدراجات للرجال ‏            | + 0 ث         |               |
| 19                    | ماركو هالر             | فريق النمسا لركوب الدراجات للرجال ‏             | + 0 ث         |               |
| 20                    | دومينيك نيومان ‏        | فريق التشيك لركوب الدراجات للرجال ‏             | + 0 ث         |               |
|                       |                        |                                                |               |               |
| مصدر: ProCyclingStats |                        |                                                |               |               |

## وصلات خارجية
- لمحة عن سباق سباق الطريق لنخبة الرجال في بطولة أوروبا للدراجات 2022 على موقع  ProCyclingStats   (برو  سايكلنج  ستاتس) - إحصاءات  محترفي  الدراجات.
- سباق الطريق لنخبة الرجال في بطولة أوروبا للدراجات 2022 على موقع إحصائيات الدراجات الإحترافية (الإنجليزية)